# Локомотивные устройства безопасности
Локомотивные устройства безопасности предназначены для регулирования движения поездов с целью повышения безопасности в поездной и маневровой работе, а также повышения пропускной способности железнодорожных линий и улучшения условий труда локомотивных бригад.
Основные функции локомотивных устройств безопасности:
- разграничение поездов;
- регистрация параметров движения поезда;
- контроль скоростного режима ведения поезда;
- контроль бдительности машиниста.

Разграничение поездов предотвращает возможность их столкновения и производится раздельными пунктами или дистанциями между поездами. Раздельными пунктами являются светофоры, ограждающие перегон или (при автоблокировке) блок-участок, а при использовании автоматической локомотивной сигнализации как основного средства сигнализации (АЛСО) — границы между блок-участками, обозначенные табличками. При разграничении поездов дистанциями, каждый поезд, движущийся по перегону, непрерывно передаёт свои координаты и получает информацию о свободной дистанции впереди него и допустимой скорости движения.
Контроль скорости может быть ступенчатый или плавный. При ступенчатом контроле скорости допустимая скорость сохраняется на протяжении всего блок-участка. При её превышении приводится в действие абсолютный, либо неабсолютный автостоп. При плавном контроле скорости допустимая скорость вычисляется в каждый момент времени, в зависимости от расстояния до закрытого светофора (либо места ограничения скорости) и при её превышении выполняется служебное либо автостопное торможение.
Для проверки бдительности, машинисту подаётся сигнал свистком электропневматического клапана автостопа (ЭПК), зажиганием лампы предварительной световой сигнализации (ПСС), либо речевым сообщением. В ответ на этот сигнал машинист должен подтвердить свою бдительность путём нажатия рукоятки бдительности РБ. В случае если сигнал не будет подтверждён, поезд будет остановлен путём автостопного торможения. Бдительность проверяется однократно при смене показаний локомотивного светофора и в некоторых других случаях. При следовании к путевому светофору с запрещающем показанием, при превышении допустимой скорости движения, а также при движении по белому и красному показанию локомотивной сигнализации может включаться периодическая проверка бдительности машиниста. Периодическая проверка бдительности может отменяться при выполнении машинистом манипуляций с органами управления локомотивом, при бодром физиологическом состоянии или в случае, если служебное торможение может быть выполнено без его участия.
Первым локомотивным устройством безопасности был локомотивный скоростемер, который отображал скорость и суточное время, фиксировал на ленте параметры движения поезда, но не вмешивался в действия машиниста. При внедрении автоматической локомотивной сигнализации скоростемер был модернизирован для регистрации параметров АЛСН и сигнализации о достижении контролируемых скоростей для системы АЛСН. 
Система АЛСН непрерывно передаёт в кабину локомотива сигналы путевых светофоров; контролирует скорость поезда при «КЖ» и «К» показании локомотивного светофора и при превышении допустимой скорости останавливает поезд автостопным торможением при помощи электромагнитного клапана автостопа; производит однократную проверку бдительности при смене огней (кроме включения «З» огня) и периодическую проверку бдительности при «Ж» огне локомотивного светофора — при превышении допустимой скорости проследования светофора с желтым огнём, при «КЖ», «К», «Б» огнях — независимо от скорости.
Внедрение АЛСН позволило существенно улучшить безопасность движения поездов, однако в процессе эксплуатации были выявлены некоторые недостатки системы. Для преодоления этих недостатков были созданы различные дополнительные устройства безопасности.
- Свисток ЭПК раздражает машиниста и отвлекает его от работы.
  - В устройствах Л77, УКБМ для однократной и периодической проверки бдительности используется лампочка предварительной световой сигнализации. При зажигании лампы ПСС машинист должен подтвердить бдительность нажатием рукоятки РБ. В случае если бдительность не будет подтверждена, через 8 с после включения лампы ПСС последует свисток ЭПК.
  - Устройство Л116 отменяет периодическую проверку бдительности (перезапускает отсчёт времени между периодическими проверками АЛСН) при манипуляциях с органами управления локомотивом. Применялось на маневровых локомотивах.
  - Система ТСКБМ определяет работоспособность машиниста путём измерения электрического сопротивления кожи запястья руки. Система ТСКБМ отменяет периодическую проверку бдительности, однократные проверки продолжают производиться.
  - Система САУТ отменяет периодическую проверку бдительности, для однократной проверки бдительности используются речевые сообщения.
- Ступенчатый контроль скорости позволяет машинисту довести поезд до светофора с запрещающим показанием со скоростью близкой к максимальной при «КЖ» показании АЛСН (например, нажимая рукоятку РБ во сне), после чего расстояние автостопного торможения может оказаться недостаточным для остановки поезда перед препятствием.
  - Устройство Л132 по мере приближения к запрещающему сигналу путевого светофора снижает допустимую скорость движения. Однако в качестве длины блок-участка в приборе используется фиксированное значение.
  - Система САУТ получала длину блок-участка (маршрута приёма на станцию) со шлейфа, расположенного у каждого проходного, входного, маршрутного светофора и на выходе со станции. В последующих модификациях количество путевых устройств САУТ было уменьшено, шлейф на выходе со станции задаёт номер перегона, длины блок-участков до предвходного светофора берутся из локомотивной базы данных. В отличие от других устройств, САУТ ограничивает скорость путём служебного (пневматического или электропневматического) торможения.
- Контроль самопроизвольного движения поезда.
  - Устройства Л168, УКБМ определяют начало движения по размыканию контактной группы минимально контролируемой скорости V10. Если реверсивная рукоятка находится в нулевом положении поезд будет остановлен автостопным торможением. Машинист может отменить торможение нажатием рукоятки РБ.
  - Система САУТ при движении на расстояние более 3 м, если реверсивная рукоятка находится в нулевом положении или её положение не соответствует направлению движения (либо, в зависимости от модификации, штурвал контроллера машиниста находится в нулевом положении) производит однократную проверку бдительности выдачей речевого сообщения «Внимание! Начало движения». В случае если машинист не подтвердил бдительность нажатием рукоятки РБ, поезд будет остановлен служебным торможением.

С начала 1990-х годов начата замена механических скоростемеров 3СЛ2М на электронные — комплекс сбора и регистрации данных КПД. Запись информации в КПД ведётся электрическими дугами на металлизированной ленте (изначально использовалась бумажная лента, впоследствии — лавсановая) или на электронную кассету регистрации.
В 1994 г. появилось устройство КЛУБ, созданное для замены системы АЛСН. Первые модификации КЛУБ работали совместно со скоростемером, который, как и при работе с АЛСН регистрировал параметры движения и сигнализировал о достижении контролируемых скоростей. Для индикации скорости на цифровом дисплее имелось два датчика, устанавливаемых на буксы. Модификация КЛУБ-У заменяет как АЛСН, так и скоростемер. Запись информации ведётся на электронную кассету регистрации. 
Устройства КЛУБ-У, САУТ-ЦМ/485, ТСКБМ при совместном использовании образуют комплексную унифицированную систему регулирования и обеспечения безопасности движения поездов КУРС-Б. Использование остальных дополнительных устройств безопасности возможно только с системой АЛСН.

## Перечень устройств и систем безопасности
Основные устройства и системы безопасности:
- Типовая АЛСН — автоматическая локомотивная сигнализация непрерывного типа, в том числе с микропроцессорным дешифратором ДКСВ-М;
- КЛУБ — комплексное локомотивное устройство безопасности;
- КЛУБ-У — комплексное локомотивное устройство безопасности унифицированное;
- КЛУБ-П — система обеспечения безопасности для ССПС;
- КЛУБ-УП — система обеспечения безопасности унифицированная для ССПС;
- БЛОК — безопасный локомотивный объединенный комплекс;
- БЛОК-М — безопасный локомотивный объединенный комплекс масштабируемый;
- СБ ССПС КХ — система безопасности ССПС на комбинированном ходу;
- БЛОК-КХ — безопасный объединенный локомотивный комплекс для ССПС на комбинированном ходу;
- МАЛС — Маневровая автоматическая локомотивная сигнализация[3].

| Устройство   | Разграничение поездов | Регистрация параметров движения | Контроль скорости       | Проверка бдительности | Проверка бдительности | Предварительная световая сигнализация | Контроль самопроизвольного движения | Торможение             |
| Устройство   | Разграничение поездов | Регистрация параметров движения | Контроль скорости       | однократная           | периодическая         | Предварительная световая сигнализация | Контроль самопроизвольного движения | Торможение             |
| ------------ | --------------------- | ------------------------------- | ----------------------- | --------------------- | --------------------- | ------------------------------------- | ----------------------------------- | ---------------------- |
| АЛСН         | да                    |                                 | ступенчатый (совместно) | производится          | производится          |                                       |                                     | автостопное            |
| 3СЛ-2М       |                       | лента                           | ступенчатый (совместно) |                       |                       | совместно с Л77(159)                  | совместно с УКБМ, Л168              |                        |
| КПД-3        |                       | лента, кассета                  | ступенчатый (совместно) |                       |                       | совместно с Л77(159)                  | совместно с УКБМ, Л168              |                        |
| КЛУБ         | да                    | кассета                         | ступенчатый, плавный    | производится          | производится          | да                                    | да                                  | автостопное            |
| САУТ         |                       | встроенная память, кассета      | плавный                 | производится          | отменяется            | речевые сообщения                     | да                                  | служебное, автостопное |
| ТСКБМ        |                       |                                 |                         |                       | отменяется            | да                                    |                                     | автостопное            |
| УКБМ         |                       |                                 |                         | отменяется на стоянке |                       | да                                    | да                                  | автостопное            |
| Л77(159)     |                       |                                 |                         |                       |                       | да                                    |                                     | автостопное            |
| Л168         |                       |                                 |                         |                       |                       |                                       | да                                  | автостопное            |
| Л116         |                       |                                 |                         |                       | отменяется            |                                       |                                     |                        |
| Л132 «Дозор» |                       |                                 | плавный                 |                       |                       |                                       |                                     | автостопное            |
| МАЛС         |                       | станционные устройства МАЛС     | плавный                 | производится          | производится          | речевые сообщения                     | да                                  | служебное, автостопное |

Примечания к таблице.
1. ↑  При движении к светофору с запрещающим показанием — плавный, в остальных случаях — ступенчатый.
2. ↑  При наличии информации от путевых устройств САУТ или из локомотивной базы данных.
3. ↑  В случае если служебное не дало эффекта.
4. ↑  При фиксировании системой снижения уровня работоспособности необходимо вставать для нажатия дополнительной рукоятки РБ.
5. ↑  Схема АЛСН предусматривает отмену только периодической проверки бдительности на стоянке, однократная проверка при смене показаний ЛС продолжает производиться, УКБМ отменяет и её.
6. ↑  Устройство Л143 добавляет функцию мигания лампочки ПСС при движении к запрещающему сигналу.
7. ↑  При выполнении машинистом манипуляций с органами управления локомотивом
8. ↑  В качестве длины блок-участка принято фиксированное значение, автостопное торможение отменяется удержанием специальной кнопки помощником машиниста.